# Liberty DeVitto
Liberatori »Liberty« DeVitto, ameriški bobnar, * 8. avgust 1950, New York, New York, ZDA.
Liberty DeVitto je ameriški rock bobnar. Najbolj je znan kot nekdanji bobnar spremljevalne skupine ameriškega kantavtorja Billyja Joela, kot studijski glasbenik pa je sodeloval tudi na posnetkih drugih izvajalcev.

## Kariera
DeVitto se je rodil v New Yorku. Igranja bobnov se je naučil sam po nastopu skupine The Beatles na The Ed Sullivan Showu, februarja 1964.

DeVitto se je na glasbeno sceno prebil ko je konec 70. let postal bobnar Joelove spremljevalne skupine. V spletnem intervjuju je DeVitto opisal kako je bila Joelova skupina sestavljena: 
Billy in jaz sva včasih igrala v istem klubu v Plainviewu, Long Island, ki se je imenoval "My House". Joel je imel 17 let in je igral v skupini The Hassles, jaz pa sem imel leto manj in sem igral s skupino The New Rock Workshop. Leta 1974 je Joel živel v Los Angelesu in je že izdal albuma Piano Man in Streetlife Serenade. Za snemanja in nastope je uporabil studijske glasbenike. Takrat sem skupaj z Dougom Stegmeyerjem igral v skupini Topper in Stegmeyer je bil kot basist povabljen na Joelovo turnejo "Streetlife Serenade". Joel je Stegmeyerju povedal da se želi preseliti nazaj v New York in poiskati zasedbo, ki bo lahko snemala in igrala na turnejah. Stegmeyer je za bobnarja predlagal mene, ker je Joel iskal newyorškega bobnarja z agresivnim bobnanjem, ostalo pa je zgodovina. Mi trije smo nato posneli nekaj skladb za album Turnstiles, oba pa sva Joelu predlagala Russlla Javorsa in Howieja Emersona, ki sta oba igrala kitare v skupini Topper. S prihodom Richieja Cannate na saksofonu pa je bila Joelova spremljevalna zasedba ustvarjena.
DeVitto je poleg sodelovanja z Joelom, kot studijski glasbenik sodeloval s številnimi znanimi glasbenimi izvajalci kot so Carly Simon, Phoebe Snow, Karen Carpenter, Stevie Nicks, Rick Wakeman, Bob James in Meat Loaf.
Po 30 letih sodelovanja z Joelom, DeVitto iz neznanih razlogov ni bil povabljen na Joelovo turnejo leta 2006. Do tega trenutka je bil član z najdaljšim igranjem v zasedbi, saj je posnel že Joelov album Turnstiles.
DeVitto trenutno oglašuje bobne Mapex, činele Sabian, opne Evans, Latin Percussion in udarjalke Pro-Mark. V preteklosti je oglaševal tudi bobne Tama, činele Zildjian in opne Remo.
DeVitto se je leta 2013 pojavil na novembrski/decembrski naslovnici revije Making Music, kjer je govoril o svojem življenju in karieri.
23. oktobra 2014 so bili Cannata, DeVitto, Javors in Stegmeyer (posmrtno), za svoje delo z Joelom, sprejeti v Glasbeno dvorano slavnih Long Islanda.

### Tožba
19. maja 2009 je DeVitto vložil tožbo, v kateri je Joela in založbo Sony Music obtožil, da mu dolgujejo plačilo za 10 let. DeVitto ni nikoli pisal ali aranžiral skladb, ki jih je Joel odpel, vendar je trdil, da je pomagal aranžirati nekaj skladb, med njimi skladbo »Only the Good Die Young«. Aprila 2010 je v javnost prišla vest, da sta Joel in DeVitto prijateljsko rešila problem.

### Filantropija
Leta 2003 je DeVitto postal uradni podpornik organizacije Little Kids Rock, ki otrokom v ZDA zagotavlja brezplačne instrumente in glasbeni pouk. DeVitto je osebno dostavil instrumente otrokom, igral je na številnih dobrodelnih dogodkih in je član uprave.

### Zasebno življenje
DeVitto je oče igralke in manekenke Torrey DeVitto.

## Diskografija
Albumi, pri katerih izvajalec ni napisan, so albumi Billyja Joela.
- 1976 Turnstiles
- 1977 The Stranger
- 1978 52nd Street
- 1980 Glass Houses
- 1981 Dead Ringer - Meat Loaf
- 1981 The Burning - Rick Wakeman
- 1981 Songs in the Attic
- 1982 The Nylon Curtain
- 1983 An Innocent Man
- 1985 Greatest Hits Volume I & II
- 1985 Spoiled Girl - Carly Simon
- 1986 The Bridge
- 1987 Концерт
- 1989 Storm Front
- 1989  Mick Jones - Mick Jones
- 1993 River of Dreams
- 1996 Karen Carpenter - Karen Carpenter
- 1997 Greatest Hits Volume III
- 2001 Chiller Theatre - John Babcock
- 2007 Queen Anne's Revenge - Sean J. Kennedy
- 2009 Camp Jam: Rock Solid Drums: Drums - soavtor Sean J. Kennedy[13]
- 2010 Gargoyles and Weathervanes - The White Ravens
- 2011 Highlights from Piano Men - The Music of Elton and Billy - Piano Men - The Music of Elton and Billy feat. The Southern Maine Symphony Orchestra
- 2011 I Used to Play Drums - soavtor Sean J. Kennedy[14]
- 2012 Fresh Socks - The Slim Kings